# 豪伊杜鲍戈什
豪伊杜鲍戈什，是匈牙利豪伊杜-比豪尔州所辖的一个村。总面积37.44平方公里，总人口2011，人口密度53.7人/平方公里（2011年1月1日）。